# Eustrotia lugubris
Eustrotia lugubris är en fjärilsart som beskrevs av Fabricius 1793. Eustrotia lugubris ingår i släktet Eustrotia och familjen nattflyn. Inga underarter finns listade i Catalogue of Life.